# Torneio Pré-Olímpico de Voleibol Feminino de 2020 - Mundial
O Torneio Pré-Olímpico de Voleibol Feminino de 2020 será a competição qualificatória para os Jogos Olímpicos de Verão de 2020, subdividida em dois torneios, o primeiro torneio chamado Torneio Pré-Olímpico Mundial, onde foi estabelecido que na classificação final a melhor seleção de cada grupo no referido torneio assegura uma vaga para a referida olimpíada.

## Torneio Pré-Olímpico Mundial
Este é o chamado o primeiro torneio qualificatório de seleções para a disputa dos Jogos Olímpicos de Verão de 2020 a nível mundial, realizado entre 1 a 4 de agosto, com a participação  de 24 países, ao final seis seleções classificam-se para a referida olimpíada.

### Seleções participantes
As seguintes seleções foram qualificadas para a disputa do Torneio Pré-Olímpico Mundial 2020

### Fórmula
As seleções enfrentam-se entre si em turno único, ao final da disputa qualificam-se para os Jogos Olímpicos de Verão: a  melhor ranqueada na competição .

### Classificação

#### Grupo A
|     |            |     | Jogos | Jogos | Jogos | Resultados | Resultados | Resultados | Resultados | Resultados | Resultados | Sets | Sets | Sets  | Pontos | Pontos | Pontos |
| Pos | Equipe     | Pts | T     | V     | D     | 3–0        | 3–1        | 3–2        | 2–3        | 1–3        | 0–3        | V    | P    | R     | V      | P      | R      |
| --- | ---------- | --- | ----- | ----- | ----- | ---------- | ---------- | ---------- | ---------- | ---------- | ---------- | ---- | ---- | ----- | ------ | ------ | ------ |
| 1   | Sérvia     | 9   | 3     | 3     | 0     | 2          | 1          | 0          | 0          | 0          | 0          | 9    | 1    | 9,000 | 246    | 192    | 1.281  |
| 2   | Polônia    | 5   | 3     | 2     | 1     | 1          | 0          | 1          | 0          | 1          | 0          | 7    | 5    | 1.400 | 280    | 267    | 1.049  |
| 3   | Tailândia  | 4   | 3     | 1     | 2     | 0          | 1          | 0          | 1          | 0          | 1          | 5    | 7    | 0.714 | 261    | 271    | 0.963  |
| 4   | Porto Rico | 0   | 3     | 0     | 3     | 0          | 0          | 0          | 0          | 0          | 3          | 0    | 9    | 0,000 | 194    | 251    | 0.773  |

- Local:  Stegu Arena, Opole, Polônia

| Data  | Hora  |            | Placar |            | Set 1 | Set 2 | Set 3 | Set 4 | Set 5 | Total  | Relatório |
| ----- | ----- | ---------- | ------ | ---------- | ----- | ----- | ----- | ----- | ----- | ------ | --------- |
| 2 ago | 17:00 | Sérvia     | 3–0    | Tailândia  | 25–15 | 25–22 | 25–18 |       |       | 75–55  | Resultado |
| 2 ago | 20:30 | Polônia    | 3–0    | Porto Rico | 25–18 | 30–28 | 25–15 |       |       | 80–61  | Resultado |
| 3 ago | 17:00 | Sérvia     | 3–0    | Porto Rico | 25–14 | 25–20 | 25–16 |       |       | 75–50  | Resultado |
| 3 ago | 20:30 | Tailândia  | 2–3    | Polônia    | 23–25 | 25–22 | 28–26 | 23-25 | 11-15 | 110–73 | Resultado |
| 4 ago | 17:00 | Porto Rico | 1–3    | Tailândia  | 25–21 | 20–25 | 20–25 | 18–25 |       | 83–96  | Resultado |
| 4 ago | 20:30 | Sérvia     | 3–1    | Polônia    | 21–25 | 25–23 | 25–16 | 25–23 |       | 96–87  | Resultado |

#### Grupo B
|     |          |     | Jogos | Jogos | Jogos | Resultados | Resultados | Resultados | Resultados | Resultados | Resultados | Sets | Sets | Sets  | Pontos | Pontos | Pontos |
| Pos | Equipe   | Pts | T     | V     | D     | 3–0        | 3–1        | 3–2        | 2–3        | 1–3        | 0–3        | V    | P    | R     | V      | P      | R      |
| --- | -------- | --- | ----- | ----- | ----- | ---------- | ---------- | ---------- | ---------- | ---------- | ---------- | ---- | ---- | ----- | ------ | ------ | ------ |
| 1   | China    | 9   | 3     | 3     | 0     | 2          | 1          | 0          | 0          | 0          | 0          | 9    | 1    | 9,000 | 246    | 192    | 1.281  |
| 2   | Turquia  | 6   | 3     | 2     | 1     | 0          | 2          | 0          | 0          | 0          | 1          | 6    | 5    | 1.200 | 238    | 244    | 0.975  |
| 3   | Alemanha | 3   | 3     | 1     | 2     | 1          | 0          | 0          | 0          | 2          | 0          | 5    | 6    | 0.833 | 249    | 246    | 1.012  |
| 4   | Chéquia  | 0   | 3     | 0     | 3     | 0          | 0          | 0          | 0          | 1          | 2          | 1    | 9    | 0.111 | 195    | 246    | 0.793  |

- Local:  Beilun Gymnasium, Ningbo, China

| Data  | Hora  |         | Placar |          | Set 1 | Set 2 | Set 3 | Set 4 | Set 5 | Total | Relatório |
| ----- | ----- | ------- | ------ | -------- | ----- | ----- | ----- | ----- | ----- | ----- | --------- |
| 2 ago | 15:00 | China   | 3–0    | Chéquia  | 25–18 | 25–23 | 25–19 |       |       | 75–60 | Resultado |
| 2 ago | 20:00 | Turquia | 3–1    | Alemanha | 27–25 | 25–20 | 17–25 | 25–20 |       | 94–90 | Resultado |
| 3 ago | 15:00 | Turquia | 3–1    | Chéquia  | 25–15 | 25–22 | 21–25 | 25–17 |       | 96–79 | Resultado |
| 3 ago | 20:00 | China   | 3–1    | Alemanha | 25–22 | 25–22 | 21–25 | 25–15 |       | 96–84 | Resultado |
| 4 ago | 15:00 | Chéquia | 0–3    | Alemanha | 18–25 | 22–25 | 16–25 |       |       | 56–75 | Resultado |
| 4 ago | 20:00 | China   | 3–0    | Turquia  | 25–18 | 25–12 | 25–18 |       |       | 75–48 | Resultado |

#### Grupo C
|     |                |     | Jogos | Jogos | Jogos | Resultados | Resultados | Resultados | Resultados | Resultados | Resultados | Sets | Sets | Sets  | Pontos | Pontos | Pontos |
| Pos | Equipe         | Pts | T     | V     | D     | 3–0        | 3–1        | 3–2        | 2–3        | 1–3        | 0–3        | V    | P    | R     | V      | P      | R      |
| --- | -------------- | --- | ----- | ----- | ----- | ---------- | ---------- | ---------- | ---------- | ---------- | ---------- | ---- | ---- | ----- | ------ | ------ | ------ |
| 1   | Estados Unidos | 8   | 3     | 3     | 0     | 2          | 0          | 1          | 0          | 0          | 0          | 9    | 2    | 4.500 | 257    | 187    | 1.374  |
| 2   | Bulgária       | 7   | 3     | 2     | 1     | 1          | 1          | 0          | 1          | 0          | 0          | 8    | 4    | 2,000 | 272    | 222    | 1.225  |
| 3   | Argentina      | 3   | 3     | 1     | 2     | 0          | 1          | 0          | 0          | 1          | 1          | 4    | 7    | 0.571 | 222    | 243    | 0.914  |
| 4   | Cazaquistão    | 0   | 3     | 0     | 3     | 0          | 0          | 0          | 0          | 1          | 2          | 1    | 9    | 0.111 | 148    | 247    | 0.599  |

- Local:  CenturyLink Center (Bossier City), Bossier City, Estados Unidos

| Data  | Hora  |                | Placar |             | Set 1 | Set 2 | Set 3 | Set 4 | Set 5 | Total  | Relatório |
| ----- | ----- | -------------- | ------ | ----------- | ----- | ----- | ----- | ----- | ----- | ------ | --------- |
| 2 ago | 15:00 | Argentina      | 1–3    | Bulgária    | 26–24 | 9–25  | 18–25 | 20–25 |       | 73–99  | Resultado |
| 2 ago | 18:00 | Estados Unidos | 3–0    | Cazaquistão | 25–17 | 25–10 | 25–10 |       |       | 75–37  | Resultado |
| 3 ago | 17:00 | Estados Unidos | 3–2    | Bulgária    | 21–25 | 25–18 | 21–25 | 25-20 | 15-10 | 107–68 | Resultado |
| 3 ago | 20:00 | Cazaquistão    | 1–3    | Argentina   | 25–22 | 8–25  | 20–25 | 16–25 |       | 69–97  | Resultado |
| 4 ago | 13:00 | Estados Unidos | 3–0    | Argentina   | 25–22 | 25–17 | 25–13 |       |       | 75–52  | Resultado |
| 4 ago | 16:00 | Cazaquistão    | 0–3    | Bulgária    | 14–25 | 16–25 | 16–25 |       |       | 46–75  | Resultado |

#### Grupo D
|     |                      |     | Jogos | Jogos | Jogos | Resultados | Resultados | Resultados | Resultados | Resultados | Resultados | Sets | Sets | Sets  | Pontos | Pontos | Pontos |
| Pos | Equipe               | Pts | T     | V     | D     | 3–0        | 3–1        | 3–2        | 2–3        | 1–3        | 0–3        | V    | P    | R     | V      | P      | R      |
| --- | -------------------- | --- | ----- | ----- | ----- | ---------- | ---------- | ---------- | ---------- | ---------- | ---------- | ---- | ---- | ----- | ------ | ------ | ------ |
| 1   | Brasil               | 7   | 3     | 3     | 0     | 1          | 0          | 2          | 0          | 0          | 0          | 9    | 4    | 2.250 | 290    | 238    | 1.218  |
| 2   | República Dominicana | 7   | 3     | 2     | 1     | 2          | 0          | 0          | 1          | 0          | 0          | 8    | 3    | 2.667 | 251    | 214    | 1.173  |
| 3   | Azerbaijão           | 4   | 3     | 1     | 2     | 1          | 0          | 0          | 1          | 0          | 1          | 5    | 6    | 0.833 | 224    | 255    | 0.878  |
| 4   | Camarões             | 0   | 3     | 0     | 3     | 0          | 0          | 0          | 0          | 0          | 3          | 0    | 9    | 0,000 | 147    | 225    | 0.653  |

- Local:  Sabiázinho, Uberlândia, Brasil

| Data  | Hora  |                      | Placar |                      | Set 1 | Set 2 | Set 3 | Set 4 | Set 5 | Total   | Relatório |
| ----- | ----- | -------------------- | ------ | -------------------- | ----- | ----- | ----- | ----- | ----- | ------- | --------- |
| 1 ago | 14:15 | Brasil               | 3–0    | Camarões             | 25–14 | 25–13 | 25–16 |       |       | 75–43   | Resultado |
| 1 ago | 16:45 | República Dominicana | 3–0    | Azerbaijão           | 25–15 | 25–22 | 25–18 |       |       | 75–55   | Resultado |
| 2 ago | 14:15 | Brasil               | 3–2    | Azerbaijão           | 25–13 | 23–25 | 21–25 | 25–19 | 15–12 | 109–94  | Resultado |
| 2 ago | 16:45 | Camarões             | 0–3    | República Dominicana | 20–25 | 19–25 | 14–25 |       |       | 53–75   | Resultado |
| 3 ago | 10:00 | Brasil               | 3–2    | República Dominicana | 25–22 | 25–19 | 23–25 | 18–25 | 15–10 | 106–101 | Resultado |
| 3 ago | 12:30 | Azerbaijão           | 3–0    | Camarões             | 25–17 | 25–14 | 25–20 |       |       | 75–51   | Resultado |

#### Grupo E
|     |               |     | Jogos | Jogos | Jogos | Resultados | Resultados | Resultados | Resultados | Resultados | Resultados | Sets | Sets | Sets  | Pontos | Pontos | Pontos |
| Pos | Equipe        | Pts | T     | V     | D     | 3–0        | 3–1        | 3–2        | 2–3        | 1–3        | 0–3        | V    | P    | R     | V      | P      | R      |
| --- | ------------- | --- | ----- | ----- | ----- | ---------- | ---------- | ---------- | ---------- | ---------- | ---------- | ---- | ---- | ----- | ------ | ------ | ------ |
| 1   | Rússia        | 8   | 3     | 3     | 0     | 2          | 0          | 1          | 0          | 0          | 0          | 9    | 2    | 4.500 | 257    | 200    | 1.285  |
| 2   | Coreia do Sul | 7   | 3     | 2     | 1     | 1          | 1          | 0          | 1          | 0          | 0          | 8    | 4    | 2,000 | 271    | 252    | 1.075  |
| 3   | Canadá        | 3   | 3     | 1     | 2     | 1          | 0          | 0          | 0          | 1          | 1          | 4    | 6    | 0.667 | 217    | 225    | 0.964  |
| 4   | México        | 0   | 3     | 0     | 3     | 0          | 0          | 0          | 0          | 0          | 3          | 0    | 9    | 0,000 | 159    | 227    | 0.700  |

- Local:  DS Yantarny, Kaliningrado, Rússia

| Data  | Hora  |               | Placar |               | Set 1 | Set 2 | Set 3 | Set 4 | Set 5 | Total  | Relatório |
| ----- | ----- | ------------- | ------ | ------------- | ----- | ----- | ----- | ----- | ----- | ------ | --------- |
| 2 ago | 15:00 | Coreia do Sul | 3–1    | Canadá        | 21–25 | 25–20 | 25–19 | 25–22 |       | 96–86  | Resultado |
| 2 ago | 18:00 | Rússia        | 3–0    | México        | 25–13 | 25–8  | 26–24 |       |       | 76–45  | Resultado |
| 3 ago | 17:00 | Coreia do Sul | 3–0    | México        | 25–21 | 25–15 | 26–24 |       |       | 76–60  | Resultado |
| 3 ago | 20:00 | Rússia        | 3–0    | Canadá        | 25–13 | 25–21 | 25–22 |       |       | 75–56  | Resultado |
| 4 ago | 13:00 | México        | 0–3    | Canadá        | 22–25 | 15–25 | 17–25 |       |       | 54–75  | Resultado |
| 4 ago | 16:00 | Rússia        | 3–2    | Coreia do Sul | 21–25 | 20–25 | 25–22 | 25–16 | 15–11 | 106–99 | Resultado |

#### Grupo F
|     |               |     | Jogos | Jogos | Jogos | Resultados | Resultados | Resultados | Resultados | Resultados | Resultados | Sets | Sets | Sets  | Pontos | Pontos | Pontos |
| Pos | Equipe        | Pts | T     | V     | D     | 3–0        | 3–1        | 3–2        | 2–3        | 1–3        | 0–3        | V    | P    | R     | V      | P      | R      |
| --- | ------------- | --- | ----- | ----- | ----- | ---------- | ---------- | ---------- | ---------- | ---------- | ---------- | ---- | ---- | ----- | ------ | ------ | ------ |
| 1   | Itália        | 9   | 3     | 3     | 0     | 3          | 0          | 0          | 0          | 0          | 0          | 9    | 0    | MAX   | 225    | 152    | 1.480  |
| 2   | Países Baixos | 6   | 3     | 2     | 1     | 2          | 0          | 0          | 0          | 0          | 1          | 6    | 3    | 2,000 | 212    | 169    | 1.254  |
| 3   | Bélgica       | 3   | 3     | 1     | 2     | 1          | 0          | 0          | 0          | 0          | 2          | 3    | 6    | 0.500 | 181    | 186    | 0.973  |
| 4   | Quênia        | 0   | 3     | 0     | 3     | 0          | 0          | 0          | 0          | 0          | 3          | 0    | 9    | 0,000 | 114    | 225    | 0.507  |

- Local:  PalaCatania, Catania,, Itália

| Data  | Hora  |               | Placar |               | Set 1 | Set 2 | Set 3 | Set 4 | Set 5 | Total | Relatório |
| ----- | ----- | ------------- | ------ | ------------- | ----- | ----- | ----- | ----- | ----- | ----- | --------- |
| 2 ago | 15:00 | Bélgica       | 0–3    | Países Baixos | 20–25 | 15–25 | 22–25 |       |       | 57–75 | Resultado |
| 2 ago | 18:00 | Itália        | 3–0    | Quênia        | 25–17 | 25–10 | 25–14 |       |       | 75–41 | Resultado |
| 3 ago | 17:00 | Países Baixos | 3–0    | Quênia        | 25–17 | 25–10 | 25–10 |       |       | 75–37 | Resultado |
| 3 ago | 20:00 | Bélgica       | 0–3    | Itália        | 17–25 | 16–25 | 16–25 |       |       | 49–75 | Resultado |
| 4 ago | 13:00 | Quênia        | 0–3    | Bélgica       | 15–25 | 14–25 | 7–25  |       |       | 36–75 | Resultado |
| 4 ago | 16:00 | Países Baixos | 0–3    | Itália        | 23–25 | 17–25 | 22–25 |       |       | 62–75 | Resultado |

### Qualificados
| Posição | Equipe         |
| ------- | -------------- |
| 1       | Brasil         |
| 2       | China          |
| 3       | Rússia         |
| 4       | Estados Unidos |
| 5       | Sérvia         |
| 6       | Itália         |

O Japão também encontra-se qualificado para as olimpíadas por ser o país sede.
|  | Qualificados para a Olimpíada Tóquio 2020 |